# Джура-Соколовський Станіслав Анатолійович
Станісла́в Анато́лійович Джура́-Соколо́вський — старший сержант ОЗСП «Азов» Національної гвардії України, учасник російсько-української війни.

## Життєпис
Станіслав Джура-Соколовський народився 1999 року в місті Вінниці. Проживав з родиною у Жмеринці на Вінниччині.
З 2006 по 2015 навчався у Жмеринській загальноосвітній школі № 6. Здобувши базову середню освіту, того ж 2015 року почав навчатися в місцевому професійно-технічному училищі.
Закінчив училище 2018 року, далі працював монтером колії на залізничному підприємстві КМС, паралельно навчаючись заочно у Вінницькому транспортному коледжі.
З 2019 по 2022 рік проходив службу за контрактом у рядах ОЗСП «Азов» Національної гвардії в місті Маріуполь. Після закінчення служби повернувся в рідне місто та поновився на роботі, згодом дістав підвищення.
Бувши резервістом у час широкомасштабного військового вторгнення РФ в Україну, з побратимами захищав Маріуполь на Донеччині, перебував на «Азовсталі».
Зазнав важких поранень 9 квітня 2022 року, внаслідок чого загинув.
Похований 6 серпня 2022 року на центральному кладовищі в Жмеринці.

## Родина
Вдома у Станіслава залишились мати та сестра.

## Нагороди
- Орден «За мужність» III ступеня (2022, посмертно)

## Вшанування пам'яті
На фасаді Жмеринського вищого профтехучилища, де свого часу навчався Станіслав, 8 квітня 2024 року відкрито меморіальну дошку на його честь. Також встановлено меморіальні дошки у школі й на підприємстві, де він працював.
Біографічну статтю про Станіслава Джуру-Соколовського вміщено в меморіальному виданні «Янголи Маріуполя» (Вінниця, 2025).